# Halberstadt D
 (septembre 2018).
Si vous disposez d'ouvrages ou d'articles de référence ou si vous connaissez des sites web de qualité traitant du thème abordé ici, merci de compléter l'article en donnant les références utiles à sa vérifiabilité et en les liant à la section « Notes et références ».
Les Halberstadt type D étaient des avions de chasse allemands de la Première Guerre mondiale qui furent employés essentiellement par l'aviation allemande.
Ce type d'appareil fut décliné dans les versions D.I, D.II, D.III, D.IV et D.V